# Quararibea wittii
Quararibea wittii là một loài thực vật có hoa trong họ Cẩm quỳ. Loài này được K.Schum. & Ulbr. miêu tả khoa học đầu tiên năm 1908.